# Leptomeson bujasi
Leptomeson bujasi is een keversoort uit de familie van de truffelkevers (Leiodidae). De wetenschappelijke naam van de soort werd in 2011 gepubliceerd door Giachino, Bregović en Jalžić.